# 日高幌別川
日高幌別川（ひだかほろべつがわ）は、北海道日高振興局管内を流れ太平洋に注ぐ二級河川。日高幌別川水系の本流である。上流域は日高山脈襟裳十勝国立公園に指定されている。河畔には北方樹木であるケショウヤナギが隔離分布している。

## 地理
北海道日高振興局浦河郡浦河町と十勝総合振興局広尾郡大樹町との境界にある日高山脈のピリカヌプリ（南日高三山）で源を発し、西舎を経て日高幌別付近の河口で太平洋に注ぐ。

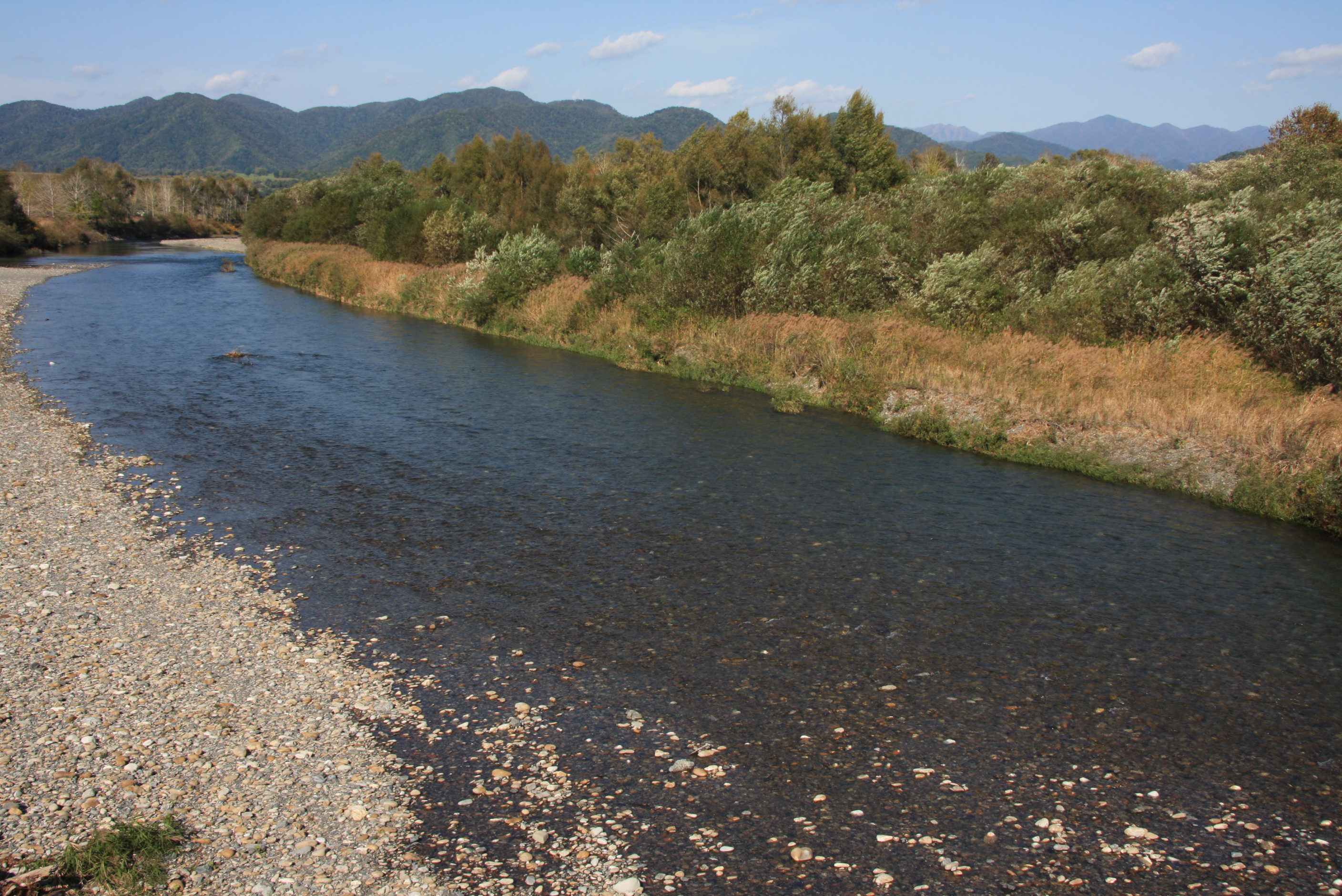
西舎橋からの日高幌別川 ピリカヌプリを遠望

## 川名の由来
道内各地の類似地名と同様、アイヌ語の「ポロペッ（poro-pet）」（ 大きい・川）に由来するが、このほかに「ポルペッ（poru-pet）」（洞穴・川）が由来との説がある。
後者については源流のピリカヌプリ（神威岳とも）のふもとの岩壁から湧き出ているために名づけられたとの伝承があるが、これについてアイヌ語研究者の山田秀三は「後のアイヌの間で考えられた解だったのではなかろうか」として前者の説を支持している。

## 流域の自治体
北海道
日高振興局浦河郡浦河町

## 支流
括弧内は流域の自治体
- ルテンベツ川（浦河町）
- ソカンベツ川（浦河町）
- シマン川（浦河町）
- メナシュマン川（浦河町）
- ニオベツ川（浦河町）
- メナシュンベツ川（浦河町）
  - コイボクシュメナシュンベツ川（浦河町）
- オバケ川（浦河町）
- オロマップ川（浦河町）

## 主な橋梁
- 西舎橋 - 国道236号
- ピスカリ橋
- 幌別橋 - 国道336号
- 幌別川橋梁 - JR日高本線